# Sigrid Wenzel (Informatikerin)
Sigrid Wenzel ist eine deutsche Informatikerin und Professorin. An der Universität Kassel leitet sie seit 2004 das Fachgebiet Produktionsorganisation und Fabrikplanung und seit Oktober 2018 ist sie Dekanin im Fachbereich Maschinenbau.

## Berufsweg
Sigrid Wenzel studierte von 1978 bis 1985 an der Technischen Universität Dortmund Informatik mit dem Nebenfach Betriebswirtschaftslehre. Ihren Abschluss als Diplom-Informatikerin bestand sie mit Auszeichnung.
Im Anschluss arbeitete sie bis 1989 als wissenschaftliche Mitarbeiterin an der Technischen Universität Dortmund in der Fakultät für Maschinenbau am Lehrstuhl für Förder- und Lagerwesen, ab 1989 als Leiterin der Gruppe Grafische Anwendungen. 1990 wechselte sie als wissenschaftliche Mitarbeiterin zum Fraunhofer-Institut für Materialfluss und Logistik in Dortmund und übernahm 1992 eine Abteilungsleitung im Bereich Simulation. 1998 wurde sie an der Fakultät für Ingenieurwissenschaften der Universität Rostock mit einer Arbeit zur Verbesserung der Informationsgestaltung in der Simulationstechnik unter Nutzung autonomer Visualisierungstechniken zum Dr.-Ing. mit Summa cum laude promoviert.
Ab 1998 bis 2004 hatte sie zusätzlich Lehraufträge im Fachbereich Informatik an der Fachhochschule Dortmund; sie hielt Lehrveranstaltungen in Simulationstechnik, in Computergrafik und Computeranimation. Von 2001 bis 2004 war sie Geschäftsführerin des Sonderforschungsbereichs 559 „Modellierung großer Netze in der Logistik“ an der Technischen Universität Dortmund; bis 2007 leitete sie wissenschaftlich das Teilprojekt Informationsgewinnung.
Seit 2004 leitet sie das Fachgebiet Produktionsorganisation und Fabrikplanung an der Universität Kassel. Von 2008 bis 2014 und von 2020 bis 2022 war sie Geschäftsführende Direktorin des Instituts für Produktionstechnik und Logistik. Jetzt ist sie stellvertretende Geschäftsführende Direktorin. Das Fachgebiet beschäftigt sich schwerpunktmäßig mit dem Einsatz innovativer Methoden, Modelle und Werkzeuge zur Fabrikplanung und deckt insbesondere die Bereiche der modellgestützten Planung von Logistik- und Produktionsprozessen in einem Unternehmen an einem Standort, über mehrere Standorte verteilt sowie über Unternehmensgrenzen hinweg ab.
Seit 2011 ist Sigrid Wenzel wissenschaftliche Leiterin des berufsbegleitenden Masterstudiengangs Industrielles Produktionsmanagement.

## Mitgliedschaften in Fachgremien (Auswahl)
- Mitglied in der Gesellschaft für Informatik (GI) 
  - seit 1996 gewähltes Mitglied des ASIM-Vorstands (Arbeitsgemeinschaft Simulation) der GI, seit 2002 stellvertretende Vorstandsvorsitzende[8]
  - seit 1999 Leiterin der Fachgruppe „Simulation in Produktion und Logistik“ der ASIM[9]
- Mitglied im Verein Deutscher Ingenieure (VDI)
  - seit 2008 Mitglied im Fachbeirat des Fachbereichs „Fabrikplanung und -betrieb“ der VDI-Gesellschaft Produktion und Logistik (VDI-GPL);
  - seit 2008 Stellvertretende Leiterin des Fachausschusses „Digitale Fabrik“ im Fachbereich „Fabrikplanung und -betrieb“[10]
  - seit 2008 Leiterin des Fachausschusses „Modellierung und Simulation“ im Fachbereich „Fabrikplanung und -betrieb“
- seit 2009 Mitglied der Wissenschaftlichen Gesellschaft Arbeits- und Betriebsorganisation e.V.[11]
- 2012–2015 gewähltes Mitglied im DFG-Fachkollegium „Produktionstechnik“
- seit 2014 Mitglied des wissenschaftlichen Beirats des Simulationswissenschaftlichen Zentrums (SWZ) Clausthal-Göttingen[12]
- seit 2016 Vorstandsmitglied in MoWiN.net e.V., Mobilitätswirtschaft Nordhessen Netzwerk[13]
- 2017–2019 Mitarbeit im Fachausschuss „Digitale Transformation und die Auswirkungen auf die Lebensbereiche von Frauen“ des Deutschen Frauenrats

## Publikationen und Aufsätze (Auswahl)
- Sigrid Wenzel, Matthias Weiß, Simone Collisi-Böhmer, Holger Pietsch, Oliver Rose: Qualitätskriterien für die Simulation in Produktion und Logistik: Planung und Durchführung von Simulationsstudien. Springer, Heidelberg 2008, ISBN 978-3-540-35276-1
- Markus Rabe, Sven Spieckermann, Sigrid Wenzel: Verifikation und Validierung für die Simulation in Produktion und Logistik – Vorgehensmodelle und Techniken. Springer, Berlin 2008, ISBN 978-3-540-35282-2.
- Kai Gutenschwager, Markus Rabe, Sven Spieckermann, Sigrid Wenzel (Hrsg.): Simulation in Produktion und Logistik: Grundlagen und Anwendungen. Springer Vieweg, Heidelberg 2017, ISBN 978-3-6625-5744-0.
- Sigrid Wenzel, Tim Peter (Hrsg.): Simulation in Produktion und Logistik. University Press, Kassel 2017, ISBN 978-3-73760-192-4.
- Uwe Bracht, Dieter Geckler, Sigrid Wenzel: Digitale Fabrik. Methoden und Praxisbeispiele. 2. Auflage, Springer Vieweg, Berlin 2018. ISBN 978-3-662-55783-9.
- Sigrid Wenzel: Simulation logistischer Systeme. In: Horst Tempelmeier (Hrsg.): Modellierung logistischer Systeme. Springer Vieweg, Heidelberg 2018, ISBN 978-3-662-57770-7.
- Gottfried Mayer, Carsten Pöge, Sven Spieckermann, Sigrid Wenzel (Hrsg.): Ablaufsimulation in der Automobilindustrie. Springer Vieweg, Berlin 2020, ISBN 978-3-662-59388-2.